# Lijst van voetbalinterlands Aruba - Bermuda
Deze lijst van voetbalinterlands is een overzicht van alle officiële voetbalwedstrijden tussen de nationale teams van Aruba en Bermuda. De landen speelden tot op heden twee keer tegen elkaar. De eerste ontmoeting, een kwalificatiewedstrijd voor de CONCACAF Nations League 2019–20, werd gespeeld in Willemstad (Curaçao) op 9 september 2018. Het laatste duel, een kwalificatiewedstrijd voor het Wereldkampioenschap voetbal 2022, vond plaats op 30 maart 2021 in Bradenton (Verenigde Staten).

## Wedstrijden
| № | Plaats     | Datum            | Competitie                                   | Wedstrijd       | Uitslag |
| - | ---------- | ---------------- | -------------------------------------------- | --------------- | ------- |
| 1 | Willemstad | 9 september 2018 | CONCACAF Nations League 2019-20 kwalificatie | Aruba − Bermuda | 3 − 1   |
| 2 | Bradenton  | 30 maart 2021    | WK 2022 kwalificatie                         | Bermuda − Aruba | 5 − 0   |

## Samenvatting
| Competitie                           | Totaal gespeeld | Winst Aruba | Gelijk | Winst Bermuda | Doelsaldo Aruba – Bermuda |
| ------------------------------------ | --------------- | ----------- | ------ | ------------- | ------------------------- |
| WK-kwalificatie                      | 1               | 0           | 0      | 1             | 0 − 5                     |
| CONCACAF Nations League-kwalificatie | 1               | 1           | 0      | 0             | 3 − 1                     |
| Totaal                               | 2               | 1           | 0      | 1             | 3 − 6                     |

Wedstrijden bepaald door strafschoppen worden, in lijn met de FIFA, als een gelijkspel gerekend.
AVB · A-internationals · Arubaans vrouwenelftal · Olympisch elftal
Amerikaanse Maagdeneilanden ·
Antigua en Barbuda ·
Barbados ·
Bermuda ·
Britse Maagdeneilanden ·
Canada ·
Costa Rica ·
Cuba ·
Curaçao ·
Dominica ·
Dominicaanse Republiek ·
El Salvador ·
Grenada ·
Guam ·
Guyana ·
Haïti ·
Jamaica ·
Kaaimaneilanden ·
Montserrat ·
Nederlandse Antillen ·
Panama ·
Puerto Rico ·
Saint Kitts en Nevis ·
Saint Lucia ·
Saint Vincent en de Grenadines ·
Suriname ·
Turks- en Caicoseilanden ·
Venezuela
BFA · A-internationals · Bondscoaches · Statistieken · Bermudaans vrouwenelftal · Bermuda U21 · Bermuda U20 · Bermuda U19 · Bermuda U17
1960 – 1969 · 
1970 – 1979 · 
1980 – 1989 · 
1990 – 1999 · 
2000 – 2009 · 
2010 – 2019 ·
2020 − 2029
1964 · 
1965 · 
1966 · 
1967 · 
1968 · 
1969 · 
1970 · 
1971 · 
1972 · 
1973 · 
1974 · 
1975 · 
1976 · 
1977 · 
1978 · 
1979 · 
1980 · 
1981 · 
1982 · 
1983 · 
1984 · 
1985 · 
1986 · 
1987 · 
1988 · 
1989 · 
1990 · 
1991 · 
1992 · 
1993 · 
1994 · 
1995 · 
1996 · 
1997 · 
1998 · 
1999 · 
2000 · 
2001 · 
2002 · 
2003 · 
2004 · 
2005 · 
2006 · 
2007 · 
2008 · 
2009 · 
2010 · 
2011 · 
2012 · 
2013 · 
2014 ·
2015 ·
2016 ·
2017 ·
2018 ·
2019 ·
2020 ·
2021 ·
2022 ·
2023 ·
2024
Amerikaanse Maagdeneilanden ·
Antigua en Barbuda ·
Aruba ·
Bahama's ·
Barbados ·
Belize ·
Britse Maagdeneilanden ·
Brunei ·
Canada ·
Costa Rica ·
Cuba ·
Denemarken ·
Dominica ·
Dominicaanse Republiek ·
El Salvador ·
Finland ·
Grenada ·
Guatemala ·
Guinee ·
Guyana ·
Haïti ·
Honduras ·
IJsland ·
Jamaica ·
Kaaimaneilanden ·
Mexico ·
Montserrat ·
Nederlandse Antillen ·
Nicaragua ·
Noorwegen ·
Panama ·
Puerto Rico ·
Saint Kitts en Nevis ·
Saint Lucia ·
Saint Vincent en de Grenadines ·
Suriname ·
Trinidad en Tobago ·
Venezuela ·
Verenigde Staten